# Jan Marceli Madeyski
Jan Walery Madeyski, h. Poraj (ur. 1 lipca 1874, zm. 12 lutego 1953) – ziemianin, działacz społeczny i gospodarczy  

## Życiorys
Urodził się w ziemiańskiej rodzinie Marcelego (1822–1886) i Walerii z Jabłkowskich (1840–1915). Ziemianin, właściciel dóbr Parchacz w pow. sokalskim. Członek z grupy wielkiej własności Rady Powiatu (1898–1903, 1908–1914) oraz zastępca członka (1908–1910) i wiceprezes (1912–1914) Wydziału Powiatowego w Sokalu. Członek Krajowej Komisji dla zalesień ochronnych przy Namiestnictwie Galicyjskim (1912–1914).  
Detaksor (1900–1914) oraz członek (1904) i zastępca prezesa (1905–1914) Wydziału Powiatowego w Sokalu Galicyjskiego Towarzystwa Kredytowego Ziemskiego. Członek i działacz Galicyjskiego Towarzystwa Gospodarskiego, Członek Komitetu GTG (30 czerwca 1908 – 13 czerwca 1912). 
Był mężem Marii z Drohojowskich (1876–1944), z którą miał syna Jana (1902–?).  
Pochowany w grobie rodzinnym na cmentarzu Salwatorskim w Krakowie (sektor SC4-7-5).  

## Ordery i odznaczenia
- Złoty Krzyż Zasługi (15 września 1937)[8]